# Milchrahmstrudel

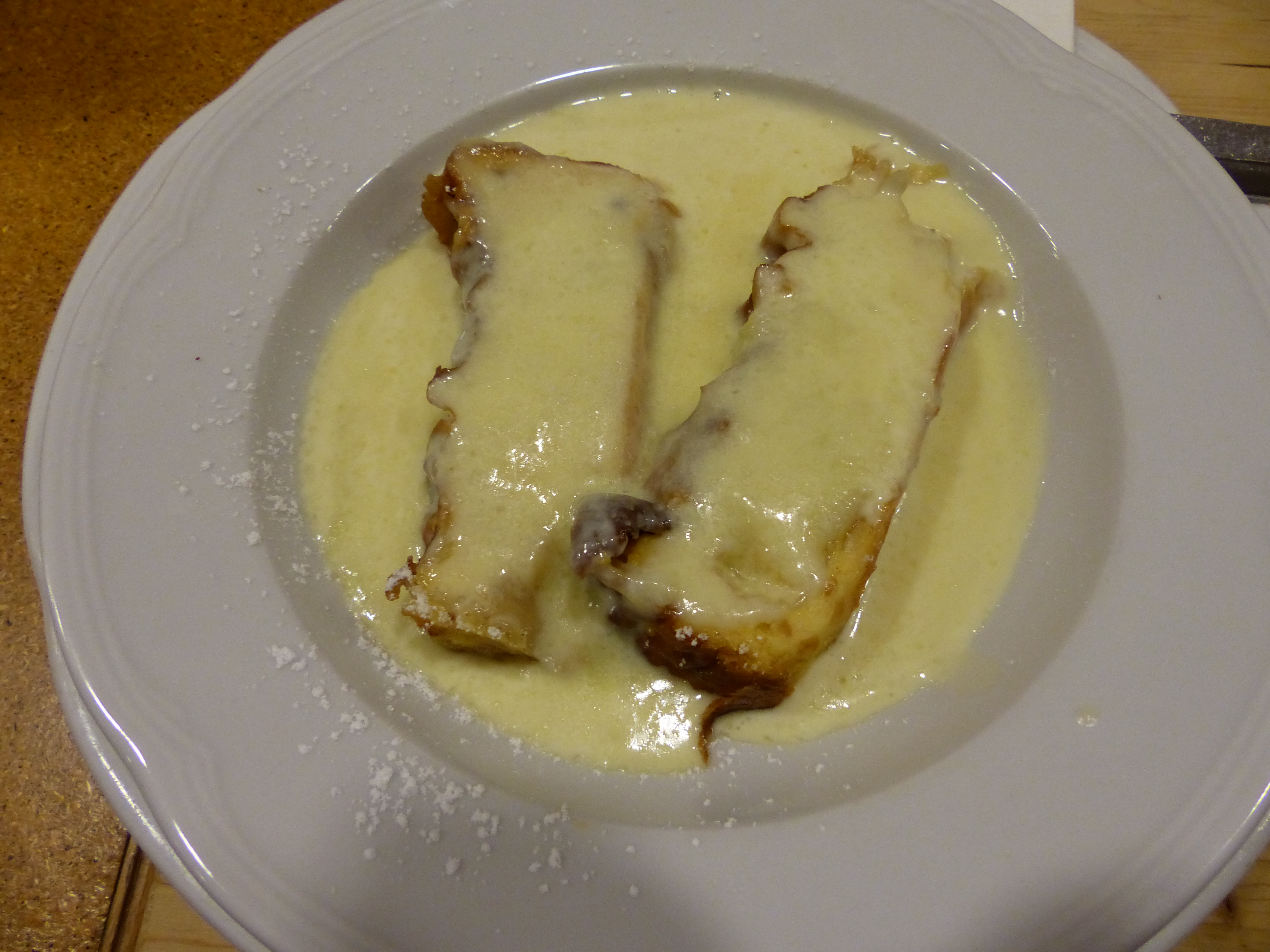
Milchrahmstrudel mit Vanillesauce in Wien

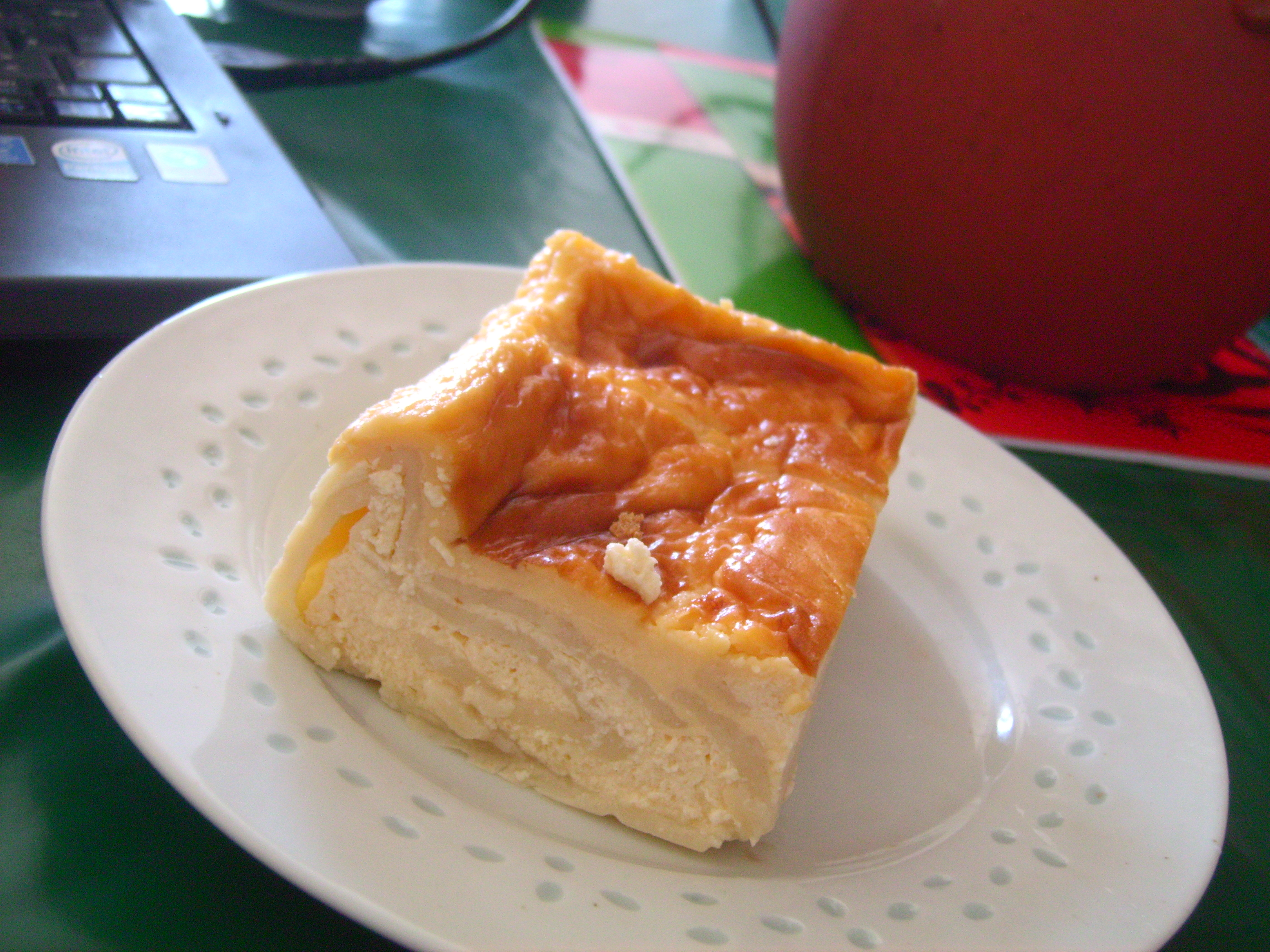
Millirahmstrudel aus München, Ramersdorf

Milchrahmstrudel (im Wienerischen Millirahmstrudel) ist ein Klassiker der Wiener Mehlspeisküche, der in der Zeit der österreich-ungarischen Monarchie in Mode kam.
Eine erste Erwähnung des Milchrahmstrudels samt Rezept findet sich in Wolf Helmhardt von Hohbergs Georgica Curiosa Aucta aus dem Beginn des 18. Jahrhunderts, der wiederum auf ein anonymes handschriftliches Kochbuch verweist, weshalb der oft als „Erfinder“ des Milchrahmstrudels genannte Franz Stelzer (1842–1913), Gastwirt in Breitenfurt bei Wien, wohl auf ältere Rezepte zurückgegriffen haben muss.
Für die Füllung des Strudels werden kleinwürfelig geschnittene, mit Milch angefeuchtete Semmeln, Eidotter, Staubzucker, Butter, Vanille, geriebene Zitronenschale, Sauerrahm, passierter Topfen und Rosinen verwendet. Mit Kristallzucker steif geschlagener Schnee wird untergehoben. Der Überguss besteht aus Milch, Zucker und Ei. Weiters braucht man etwas Butter zum Bestreichen der Form und um den Teig geschmeidig zu halten.
„Im Unterschied zum Topfenstrudel kommt sofort 1/3 des Übergusses dazu, der Rest nach und nach während des Backens, d. h. der Milchrahmstrudel wird eigentlich mehr gekocht als gebacken.“
Die Süßspeise wird warm, mit Vanillesauce, sogenannter 'Kanarimilch', übergossen, im gusseisernen, heute auch oft irdenen oder gläsernen Kochgeschirr serviert.